# Радикально-социалистическая республиканская партия
Радикально-социалистическая республиканская партия (исп. Partido Republicano Radical Socialista, PRRS, также Радикально-социалистическая партия — исп. Partido Radical Socialista) — левая либеральная партия, основанная в 1929 году Марселино Доминго, Альваро де Альборносом и Феликсом Гордоном Ордасом в результате раскола Радикальной республиканской партии Алехандро Лерруса.

## История
Радикально-социалистическая республиканская партия показала себя значительной политической силой на первых в истории Второй Испанской республики выборах в 1931 году, заняв 59 мест в Учредительном собрании. Во время так называемого «Реформистского двухлетия» (1931—1933) радикальные социалисты постоянно входили в республиканские правительства, а один из создателей партии Альваро де Альборнос, занимая пост министра юстиции, стал одним из архитекторов светского законодательства, принятого кортесами в этот период.
За короткий период существования партия пережила несколько расколов. В 1932 году её со своими сторонниками покинули Хуан Ботелла Асенси и Эдуардо Ортега, основавшие свою собственную партию — Радикально-социалистическую левую (исп. Izquierda Radical-Socialista, IRS). В следующем году Радикально-социалистическая партия вновь раскололась. Левое крыло во главе с Доминго и Альборносом выступало за продолжение сотрудничестве с ИСРП, в то время как правый фланг, возглавляемый Гордоном Ордасом поддерживало соглашение с радикалами Лерруса. В сентябре 1933 года левые создали Независимую радикально-социалистическую республиканскую партию (исп. Partido Republicano Radical Socialista Independiente, PRRSI). В результате в выборах в ноябре 1933 года приняли участие сразу две радикально-социалистические партии, что, на общем фоне снижения популярности левых республиканцев, привело к резкому падению результатов. Правые радикальные социалисты во главе с Гордоном Ордасом, выступая самостоятельно, смогли получить только одно место. Независимые радикальные социалисты, участвовавшие в выборах в коалиции с Республиканским действием Мануэля Асаньи, выступили чуть лучше, завоевав три мандата.
В следующем 1934 году независимые радикальные социалисты вместе с Республиканским действием и Автономной галисийской республиканской организацией объединились в партию Республиканская левая. Сама же Радикально-социалистическая республиканская партия, ослабленная расколом и сокрушительным поражением на выборах 1933 года, всё же имела возможность принять участие в новом правительстве, но предпочла уйти в оппозицию, не согласившись с решением нового премьер-министра Лерруса включить в кабинет министра от Аграрной партии. В сентябре 1934 года радикальные социалисты объединились с Демократической радикальной партией Диего Мартинеса Баррио, чтобы дать начало новой партии под названием Республиканский союз.

## Результаты на выборах
| Выборы                       | Мандаты   | Мандаты    | Мандаты | Примечания                                           |
| Выборы                       | Кол-во    | +/–        | %       | Примечания                                           |
| ---------------------------- | --------- | ---------- | ------- | ---------------------------------------------------- |
| Парламентские выборы 1931    | 59 из 470 | Первый раз | 12,55   | В составе коалиции Союз республиканцев и социалистов |
| Парламентские выборы 1933    | 1 из 473  | ▼ 58       | 0,21    |                                                      |
| Источник: Historia Electoral |           |            |         |                                                      |